# Kemble (Gloucestershire)
Kemble ist ein Ort in Großbritannien in der Verwaltungseinheit (County) Gloucestershire. Der nächste größere Ort in etwa sechs Kilometer Entfernung ist Cirencester.
Die Gegend ist bekannt für die Quelle der Themse, die als längster gesamt in England liegender Fluss gilt und durch London fließt. 
Der genaue Ort der Quelle ist zwar umstritten, doch gilt Thames Head als der traditionell anerkannte Ort, auch wenn hier nur an nassen Wintertagen ein reger Wasserfluss zu beobachten ist. Thames Head befindet sich an der A433 gerade außerhalb von Kemble.
Zum Kirchspiel von Kemble gehören die Gemeinschaften von Kemble, Ewen, Poole Keynes, Somerford Keynes und Shorncote. Kemble ist stolz auf seine Vergangenheit als ein Eisenbahnknotenpunkt. Die Golden Valley Line von Swindon nach Cheltenham führt durch das Dorf. Die Nebenstrecken nach Cirencester und Tetbury, die sich einstmals hier trafen, wurden in den 1960er Jahren stillgelegt. Damit wurde „Kemble railway station“ umso wichtiger für Reisende von und nach Cirencester. Direktverbindungen nach Swindon und London Paddington sowie Gloucester und Cheltenham existieren.
Am Rande des Dorfes befindet sich der Flughafen Cotswold, der bis 2001 die Basis für die RAF-Kunstflugstaffel Red Arrows war. Ein Museum, das Teile einer Luftfahrt-Sammlung ausstellt, befindet sich dort. In einer Entfernung von ca. 5 Kilometer befindet sich der früher ebenfalls von der Royal Air Force genutzte Feldlandeplatz Aston Down, der heute für das Drachenfliegen (Gliding) genutzt wird.